# Kanton Deuil-la-Barre
Der Kanton Deuil-la-Barre ist seit 2015 ein französischer Wahlkreis im Arrondissement Sarcelles, im Département Val-d’Oise und in der Region Île-de-France; sein Hauptort ist Deuil-la-Barre.

## Gemeinden
Der Kanton besteht aus vier Gemeinden mit insgesamt 61.122 Einwohnern (Stand: 1. Januar 2022) auf einer Gesamtfläche von 15,62 km²:
| Gemeinde               | Einwohner 1. Januar 2022 | Fläche km² | Dichte Einw./km² | Code INSEE | Postleitzahl |
| ---------------------- | ------------------------ | ---------- | ---------------- | ---------- | ------------ |
| Deuil-la-Barre         | 22.903                   | 3,76       | 6.091            | 95197      | 95170        |
| Groslay                | 8.378                    | 2,95       | 2.840            | 95288      | 95410        |
| Montmagny              | 14.632                   | 2,91       | 5.028            | 95427      | 95360        |
| Saint-Brice-sous-Forêt | 15.209                   | 6,00       | 2.535            | 95539      | 95350        |
| Kanton Deuil-la-Barre  | 61.122                   | 15,62      | 3.913            | 9506       | –            |